# 大和市役所
大和市役所（やまとしやくしょ）は、日本の地方公共団体である大和市の組織が入る施設（役所）。

## 庁舎（所在地）
本庁舎
- 〒242-8601
- 住所：神奈川県大和市下鶴間一丁目1番1号

第一分庁舎
- 住所：神奈川県大和市深見西八丁目6番12号

第二分庁舎
- 住所：神奈川県大和市鶴間一丁目25番15号

会議室棟
- 住所：神奈川県大和市下鶴間一丁目1番1号

## 組織沿革
- 1971年（昭和36年）3月 - 厚木海軍飛行場の諸問題解決を目的として基地対策課を設置（詳細は厚木爆音訴訟）。
- 2004年（平成16年）2月より、一部の窓口業務を土日にも行うサービスを実施している[1]。

## 庁舎

### 沿革
- 1891年（明治24年）9月 - 鶴見村が大和村に改称され、下鶴間字乙10号3117番地に村役場を移転した。また、町制後も町役場として使用した。
- 1950年（昭和25年） - 下鶴間3192番地（現在の大和市保健福祉センターの場所）に2階建ての町役場を新築移転。1959年の市制後も市役所として機能し、市制施行記念パレードが開催された[2]。
- 1956年（昭和31年）9月1日 - 渋谷村が大和町に編入され、滝山街道沿いにあった木造平屋建ての旧渋谷村役場は渋谷支所となる[2]。
- 1974年（昭和49年）3月 - 都市化の進行とともに庁舎が手狭になり、車体工場（現イオンモール大和など）南側にあった空き地の現在地に庁舎の建設が始まり、この年本庁舎が落成した。古い耐震基準で建設されている。1974年3月11日より大和市消防本部が市庁舎に移転内していたが、1980年4月1日に消防本部新庁舎が完成し、移転した。
  - 分庁舎は1986年（昭和61年）、会議室棟は、1999年（平成11年）に建築された[3]。
- 2010年（平成22年）より地下1階から地上2階まで耐震補強工事が実施され[4]、2011年3月（平成23年）までに終了した[5]。

### 本庁舎
| 階  | 本 館 |
| --- | --- |
| 5F  | 議場、会議室、委員会室、監査事務局、選挙管理委員会事務局、議員控室、議会図書室、議会事務局 |
| 4F  | 管財課、公共建築課、環境総務課、生活環境保全課、みどり公園課、農政課、街づくり総務課、建築指導課、街づくり計画課、街づくり推進課、事業管理課、都市施設総務課、道路安全対策課、河川・下水道整備課、土木管理課、農業委員会事務局 |
| 3F  | 市長室、秘書総務課、広報広聴課、基地対策課、危機管理課、政策総務課、総合政策課、財政課、行政改革推進課、情報政策課、総務課、人財課、契約検査課                                                                                 |
| 2F  | 収納課、市民税課、資産税課、文化振興課、国際・男女共同参画課、教育総務課、学校教育課、保健給食課、指導室、教育研究所 |
| 1F  | 市民活動課、市民相談課、市民課、保険年金課、生活あんしん課、産業活性課、介護保険課、イベント観光課、会計課、自治会連絡協議会事務局、情報公開コーナー、大和市指定金融機関派出窓口                                               |
| B1F | 売店、食堂、守衛室（閉庁時の戸籍関係届出受付窓口も兼ねている） |

### 第一分庁舎
| 階 | 別 館                                                                      |
| -- | -------------------------------------------------------------------------- |
| 3F | 市史資料室、会議室                                                         |
| 2F | （公財）大和市国際化協会、（公財）大和市スポーツ・よか・みどり財団、会議室 |
| 1F | 文化振興課、書庫、倉庫                                                     |

### 第二分庁舎
| 階 | 別 館                          |
| -- | ------------------------------ |
| 2F | 大和市老人クラブ連合会、会議室 |
| 1F | （社福）大和市社会福祉協議会   |

## アクセス
- 本庁舎
  - 鶴間駅（小田急江ノ島線）から徒歩10分。

## 手形モニュメント
同市役所正門前には、大和市にゆかりのある人物として、下記7名の手形モニュメントが設置されている。
- 根岸英一 - 化学者。 2010年、ノーベル化学賞受賞。小学6年から大学卒業まで同市で過ごした。
- 菅井円加 - バレエダンサー。2012年、ローザンヌ国際バレエコンクール1位。6歳から同市内にあるバレエ教室に所属していた。
- 大野忍 - 女子サッカー選手。同市に実家があり、本人も在住歴がある。
- 川澄奈穂美 - 女子サッカー選手。同市出身。
- 上尾野辺めぐみ - 女子サッカー選手。同市内の女子サッカーチームに所属していた。
- 小野寺志保 - 元女子サッカー選手。大和市職員。同市出身。
- 青山文平 - 作家。2016年、直木賞を受賞。同市在住。